# Jens Heimreich
Jens Heimreich (* 13. Juni 1912 in Hamburg; † 1944 in der Sowjetunion verschollen) war ein deutscher Lyriker, Erzähler und Germanist der Inneren Emigration.

## Leben

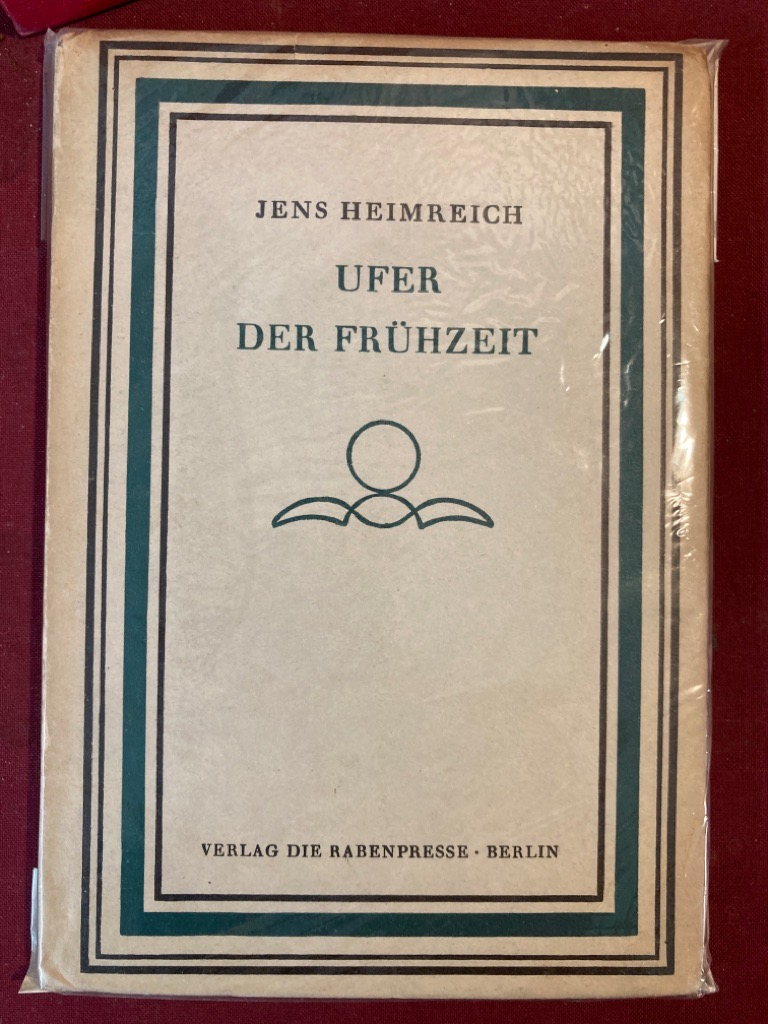
Jens Heimreich: Ufer der Frühzeit, Verlag Die Rabenpresse, Berlin 1937

Jens Heimreich, Sohn eines leitenden Bankangestellten, studierte Philosophie, Germanistik und Geschichte, zunächst in München, später in Berlin. Dort gehörte er zu dem literarischen Kreis um Victor Otto Stomps und dessen Verlag Die Rabenpresse. In der Rabenpresse erschienen von 1935 bis 1937 drei Lyrikbände von Heimreich, und er war auch mit Beiträgen in den Poetischen Taschenheften, den jährlich erscheinenden Verlagsprospekten, präsent.
1936 (oder 1937) wurde er an der Universität Berlin zum Doktor der Philosophie promoviert, mit einer Dissertation über Das Komische bei Heinrich von Kleist, die von Richard Samuel angeregt worden war.
In dieser Zeit war er eng mit der Künstlerin Dorothea von Philipsborn befreundet, auf deren Gut in Strehlitz (Schlesien) er oft, wie auch Karl Ludwig Skutsch (1912–1944) oder Joachim von Helmersen (1905–1937, Dichter aus dem Baltikum), zu Gast war.
Vor und nach seiner Promotion fristete Heimreich seine prekäre Existenz als schlecht bezahlter freier Schriftsteller und fallweiser Herausgeber. 1937 erhielt er endlich eine feste Anstellung als Lektor und Leiter der Außenstelle Antwerpen der Münchner Deutschen Akademie. Obwohl die Akademie zur Wissenschaftlichen Erforschung und Pflege des Deutschtums (so der offizielle Name) damals bereits von Leopold Kölbl strikt „völkisch“ geführt wurde, gehörte Heimreich weder der NSDAP noch einer ihrer Untergliederungen an. Die Quellen behaupten übereinstimmend (wohl voneinander abhängig), er sei Mitglied einer Berliner Widerstandsgruppe gewesen, was sicher seiner Gesinnung entsprochen hätte. Allerdings konnte eine aktive Widerstandstätigkeit von der Berliner Gedenkstätte Deutscher Widerstand (Johannes Tuchel) nicht verifiziert werden.
Im Mai 1941 wurde Jens Heimreich zur Wehrmacht eingezogen und als Gefreiter an der Ostfront eingesetzt, wo er im Februar 1943 verwundet wurde. Während dieser Kriegsjahre veröffentlichte er in der Zeitschrift Das Innere Reich sein Gedicht Die Herren der Erde, das die Nationalsozialisten als Peiniger der Zeit erkennen lässt, dies aber nicht offen ausspricht. Der zur selben Zeit erschienene Roman Die Teufelsbrücke thematisiert das Doppelgängermotiv, wobei der Leser den teuflischen Widerpart des (idealistischen) Romanhelden mit Protagonisten des Dritten Reiches identifizieren konnte.
Seit 1944 ist Jens Heimreich verschollen. Am 28. Februar erschien noch in einer Tageszeitung seine Selbstanzeige der Teufelsbrücke: „Eigene Erlebnisse […] sind im Prisma der Phantasie gebrochen und auf eine romantische, magische Ebene erhoben, so daß alle Ereignisse dieser Erzählung wohl im Geiste erlebt und erlitten wurden, der realen Vergangenheit aber nicht entsprechen.“
Der Nachlass wurde nach dem Krieg ausgewertet und floss in mehrere Anthologien der deutschen Widerstandslyrik ein (De Profundis 1946, verboten und verbrannt 1947, An den Wind geschrieben 1960). In der Anthologie »Beständig ist das leicht Verletzliche« ist Jens Heimreich mit dem Gedicht Von der Dunkelheit der Liebenden (1937) vertreten.
Kürschners Literaturkalender nennt als Wohnanschrift von Jens Heimreich in der Ausgabe 1937 Berlin-Nikolassee, Prinz-Friedrich-Leopold-Straße 44, in der Ausgabe 1943 Antwerpen, Belgielei 96, in der Ausgabe 1952 Hamburg-Groß Flottbek, Cranachstraße 38.

## Werk

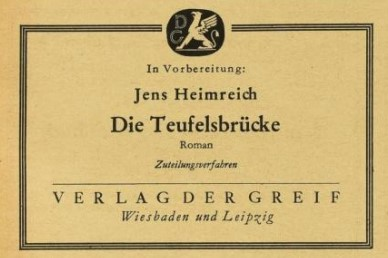
Verlagsanzeige für: Jens Heimreich: Die Teufelsbrücke. Börsenblatt für den Deutschen Buchhandel, 1943

Nach Johannes Klein, der die Ufer der Frühzeit bespricht, „mischt sich bei Heimreich eine meisterhaft gehandhabte Endkunst mit den Gesichten einer Anbruchszeit, und alle Dinge werden neu — Bäume zu Zeugen einer Rede und Wesenheit, die uns zwar entzogen ist, die wir nicht mehr verstehen — aber hinter alledem steht das Erlebnis, vor dem Unbekannten zu stehen. Und es sei wiederholt, daß alles Neue damit anfängt. — Fraglos erkennt man manchmal bei Heimreich den Ton Hoffmannsthals. Man erkennt aber darüber hinaus etwas anderes.“ Nämlich: „Nun ist Jens Heimreich ein Lyriker, der altes Können mitbringt, auch die zarten und bestrickenden Töne des Spätlings haben kann.“
Horst Denkler zählt Kilian Kerst, Kurt Hancke und Jens Heimreich, „die zu den Verschollensten der ›verlorenen Generation‹ gehören“, zu den Dichtern, die sich nur scheinbar von der alltäglichen Welt abkehren, in dem sie sich dem Einfachen und Unscheinbaren, Stillen und Natürlichen, aber auch dem phantasievoll Träumerischen zuwenden.(Seite 47) Heimreichs nach 1945 veröffentlichte Nachlaßgedichte „sprechen von seiner politischen und literarischen Vereinsamung in der ‚würdelosen Zeit‘ des Dritten Reiches, die ihm zumutete, ‚namenlos‘ unter ‚Larven und Dämonen‘ zu ‚wohnen‘, und ihn zwang, ‚tiefer ins Gestein‘ zu steigen“.(Seite 58) In den zu Lebzeiten veröffentlichten Lyrikbänden „strotzen die nach Atlantis, Hellas und ins attische Sizilien ausweichenden oder auf zeitlose Sonderzonen menschlicher Existenz eingepegelten Gedichte […] von politischen Anzüglichkeiten im ostentativ unpolitischen Textrahmen“.(Seite 58) Gleichgesinnte Zeitgenossen konnten diese Andeutungen entziffern; Andersdenkenden boten sie durch die Einbettung in den poetischen Kontext keine Handhabe zur Verfolgung.
Im Roman Die Teufelsbrücke, „von dem nur 800 Exemplare den Bombenkrieg überlebten und eine Nachkriegsauflage in den Strudeln der Währungsreform unterging“, „setzte der Autor seinen ‚Traum‘ um, die ‚Möglichkeiten des Vorstellbaren‘ bis an die ‚äußersten Horizonte unserer Phantasie‘ zu treiben, und bezeigte dabei dem herrschenden nationalsozialistischen Regime seine Verachtung, indem er sich völlig von ihm abkehrte, seine Existenz ignorierte und in Fiktionsbereiche ausstieg, welche die literarische Tradition bereitstellte“.(Seite 59)

„Wer heutzutage nicht seinen Verstand verliert, ist nicht wert, jemals welchen besessen zu haben.“

## Werke von Jens Heimreich

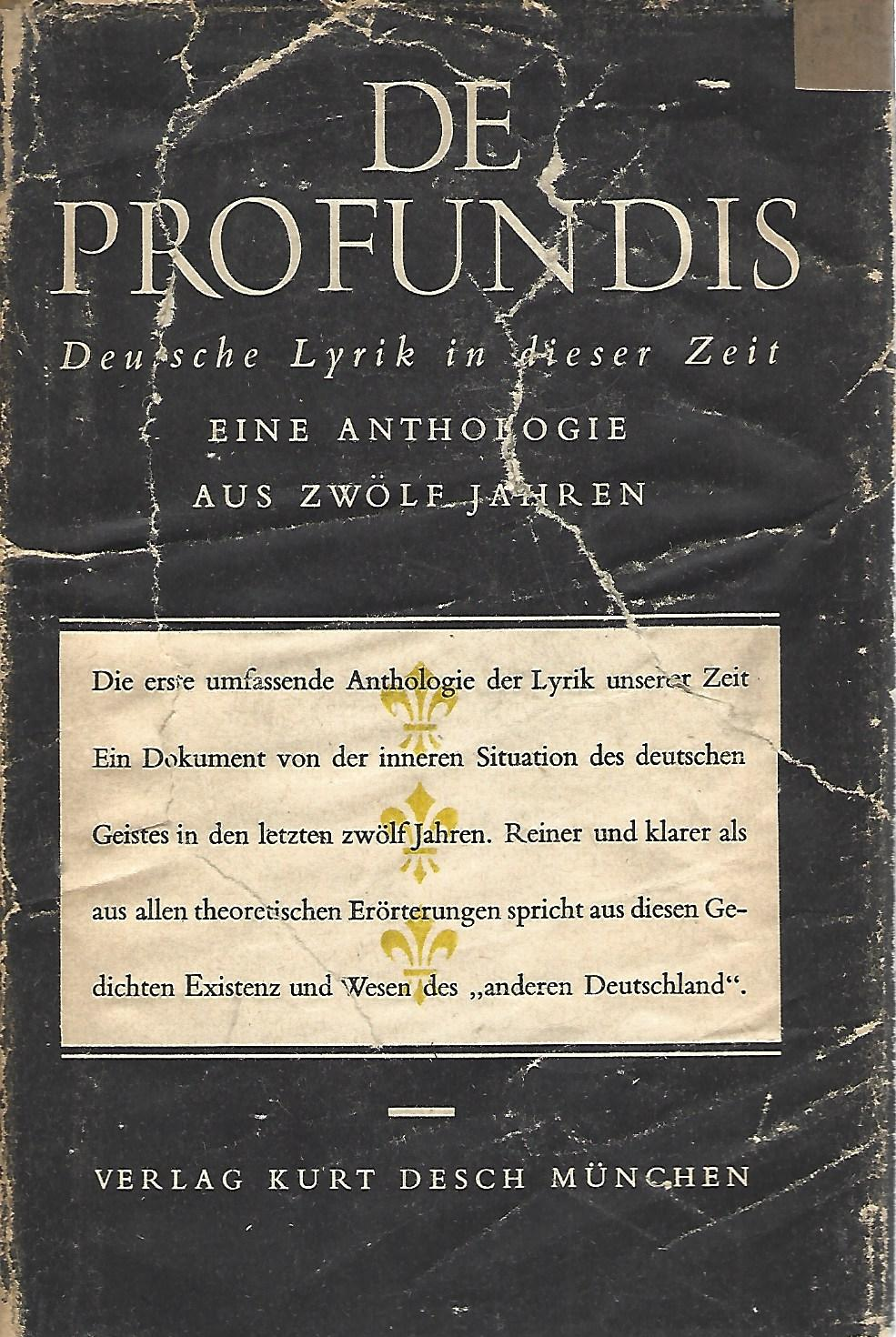
Gunter Groll (Hrsg.): De Profundis. Deutsche Lyrik in dieser Zeit. Eine Anthologie aus zwölf Jahren, Verlag Kurt Desch, München 1946

### Sechs Zeilen von Jens Heimreich
Aus: Von der Dunkelheit der Liebenden
Wie Fahnen schwarz mit schwankenden Konturen

erwachen Wünsche, die wir nie erfuhren,

und sind in uns wie in den Steinfiguren,

die auf den Plätzen stehn und sich bewegen

und Sehnsucht haben und verbotnen Segen

um Mitternacht im weißen Sternenregen.

### Lyrik

#### Einzelausgaben
- Die Mondentrommel (Die neue Reihe, Band 12) Verlag Die Rabenpresse, Berlin 1935.
- Ufer der Frühzeit Verlag Die Rabenpresse, Berlin 1937.
- Die Koren (Die Kunst des Wortes, Band 14) Verlag Die Rabenpresse, Berlin 1939.

#### Beiträge in Anthologien und Zeitschriften
- V. O. Stomps (Hrsg.): Löse und Binde. Poetisches Taschenheft 1936. Verlag Die Rabenpresse, Berlin 1936.
- Die Herren der Erde. In: Das Innere Reich, 10. Jahrgang, Heft 1, Juni 1943, S. 75.
- Mythos und Märchen. In: Die neue Rundschau, 51. Jahrgang, Mai 1940.[1]
- Gunter Groll (Hrsg.): De Profundis. Deutsche Lyrik in dieser Zeit. Eine Anthologie aus zwölf Jahren. Verlag Kurt Desch, München 1946. S. 157–165.
- Richard Drews, Alfred Kantorowicz (Hrsg.): verboten und verbrannt. Deutsche Literatur – 12 Jahre unterdrückt. Heinz Ullstein / Helmut Kindler Verlag, Berlin/München 1947, S. 193f.
  - Neuauflage Kindler, München 1983.
- Manfred Schlösser, Hans-Rolf Ropertz (Hrsg.): An den Wind geschrieben. Lyrik der Freiheit. Gedichte der Jahre 1933–1945. Agora, Darmstadt 1960, 2. Auflage 1961,
  - 4. Auflage Berlin 1982, S. 67, 214, 339f.
  - Deutscher Taschenbuchverlag, München 1962.
- Wulf Kirsten (Hrsg.): »Beständig ist das leicht Verletzliche«. Gedichte in deutscher Sprache von Nietzsche bis Celan. Ammann Verlag, Zürich 2010, ISBN 978-3-250-10535-0. S. 743, 978.

### Prosa
- Die Teufelsbrücke Roman. Verlag Der Greif, Wiesbaden/Leipzig, 1943; 6.–10. T. Wiesbaden, 1946.
  - Selbstanzeige in: Kölnische Zeitung, 28. Februar 1944, S. 6 (Deutsches Zeitungsportal).
- Geist und Sprache. Essays.[10]

### Wissenschaftliche Arbeiten
- Das Komische bei Heinrich von Kleist (Philosophische Dissertation, Berlin 1937).

### Als Herausgeber
- Gottfried Keller: Die Leute von Seldwyla. Verlag Deutsche Bibliothek, Berlin 1934.[5]
- Sammlung deutscher Balladen von Bürger bis Münchhausen. Max Niemeyer, Halle/Saale 1934.[5]